# 源精
源 精（みなもと の くわし）は、平安時代前期の貴族。嵯峨源氏、大納言・源定の子。官位は従四位上・大和守。

## 経歴
貞観10年（868年）正六位下から二階昇進して従五位下に叙爵し、貞観14年（872年）侍従に任ぜられる。貞観18年（876年）雅楽頭。
元慶3年（879年）従五位上に昇叙され、翌元慶4年（880年）大宰少弐に任ぜられ地方官に転じる。仁和元年（885年）、大宰府から4月以前に貢進すべき鵜が7月に遅延したこと（違期）を理由に、少弐以下の官人が罰せられた際、同じく少弐の御室安常と共に杖90の刑とされ、贖銅として9斤を科された。
同年、少弐の任期を終えて都に戻った際に、光孝天皇に当時の日本では珍しかった猫を献上。この黒猫はすぐに息子の源定省（後の宇多天皇）に譲られ可愛がられた（『寛平御記』）。
寛平7年（895年）大和守に任ぜられた。最終官位は従四位上行大和守。

## 官歴
注記のないものは『日本三代実録』による。
- 時期不詳：正六位下
- 貞観10年（868年） 正月7日：従五位下
- 貞観14年（872年） 6月24日：侍従[3]
- 貞観18年（876年） 2月15日：雅楽頭[3]
- 元慶3年（879年） 正月7日：従五位上
- 元慶4年（880年） 正月11日：大宰少弐[3]
- 仁和元年（885年） 10月19日：杖90、贖銅9斤
- 寛平7年（895年） 正月11日：大和守[3]
- 時期不詳：従四位上[3]

## 系譜
『尊卑分脈』による。
- 父：源定
- 母：不詳
- 生母不明の子女
  - 男子：源浮
  - 女子：寵（うつく） - 『古今和歌集』歌人（3首入集）